# أمير الصعيد

الراية الملكية لأمير الصعيد

أمير الصعيد (على غرار أمير ويلز) هو لقب كان يحمله وريث عرش المملكة المصرية قبل إلغاء الملكية بقيام ثورة يوليو 1952.

## الأمير فاروق
كان أول من حمل هذا اللقب هو الأمير فاروق، ابن الملك فؤاد الأول ووريثه، الذي أطلق عليه أبوه هذا اللقب رسميًا في 12 ديسمبر 1933. وقد ظل الأمير فاروق يحمل هذا اللقب حتى اعتلائه عرش مصر في أعقاب وفاة أبيه في 28 أبريل 1936.

## الأمير أحمد فؤاد
لم يحمل الأمير محمد علي توفيق ـ الذي كان وريثًا مفترضًا للملك فاروق حتى ولادة ابنه أحمد فؤاد ـ هذا اللقب؛ إذ كان اللقب قاصرًا على الوريث الواضح وحده، وبالتالي كان أحمد فؤاد هو ثاني من حمل هذا اللقب فور ولادته في 16 يناير 1952. إلا أن أحمد فؤاد لم يحمل هذا اللقب إلا لبضعة شهور، حيث تولى العرش رضيعًا تحت الوصاية بعد الإطاحة بأبيه في 26 يوليو 1952.

## محمد علي
كان أحمد فؤاد هو آخر من حمل لقب أمير الصعيد رسميًا؛ إذ ألغيت الملكية في مصر في 18 يونيو 1953. إلا أن محمد علي ـ أكبر أولاد أحمد فؤاد الثاني ـ يحمل هذا اللقب بشكل شرفي لا رسمي، نظرًا لانتفاء الصفة الرسمية والقانونية لهذا اللقب بإلغاء الملكية في مصر.